# 舍夫琴科韋-庫特
46°52′27″N 30°54′27″E / 46.87417°N 30.90750°E
舍夫琴科韋-庫特（烏克蘭語：Шевченкове-Кут）是位於烏克蘭西南部的村莊，由敖德萨州敖德萨区的多布羅斯拉夫市鎮負責管轄。該村始建於1849年，面積0.64平方公里，海拔高度69米，2001年人口114，人口密度每平方公里178.13人。